# Urostylidae
Famille
Les Urostylidae sont une famille de Ciliés de la classe des Hypotrichea et de l’ordre des Urostylida.

## Étymologie
Le nom de la famille vient du genre type Urostyla, peut-être dérivé du grec ancien οὐρά / ourá, « queue », et de στυλοσ / stylos, colonne.

## Description
Selon Alfred Kahl (1932), la caractéristique qui résume le genre type Urostyla est la combinaison suivante : 
- de nombreuses rangées ventrales (au nombre variant entre 4 et 10) de cirres courts,
- deux rangées marginales à peine séparées des ventrales,
- une rangée transversale de cirres clairsemés.

L’important équipement frontal de cirres n'est pas du tout pris en compte dans cette description, car il varie selon l'espèce. On peut en effet y observer :
- soit uniquement des cirres non renforcés,
- soit de nombreux cirres certes renforcés mais encore dans le prolongement des rangées ventrales,
- soit des cirres frontaux au sens strict du terme, plus ou moins nettement détachés de cet ensemble.

La vacuole est située normalement, à gauche de la base du péristome ; ce dernier est diversement équipé selon les espèces. 
L'ébauche du noyau est composé d'au moins deux parties, parfois plus. 
La consistance du corps est molle et élastique.

## Répartition
La famille des Urostylidae est largement répartie sur tout le globe.

## Liste des genres
Selon GBIF (30 mars 2023) :
- Apoholosticha Fan, Chen, Hu, Shao, Al-Rasheid, Al-Farraj & Lin, 2014
- Apourostylopsis Song, Wilbert, Li & Zhang, 2011
- Arcuseries Huang, Chen, Song & Berger, 2014
- Bicoronella Foissner, 1995
- Biholosticha Berger, 2003
- Etoschothrix
- Isosticha Kiesselbach, 1936
- Keronella Wiackowski, 1985
- Leptoamphisiella Li, Song, Al-Rasheid, Hu & Al-Quraishy, 2007
- Metabakuella Alekperov, 1989
- Metaurostylopsis Song, Petz & Warren, 2001
- Monocoronella Chen, Dong, Lin & Al-Rasheid, 2011
- Notocephalus Petz, Song & Wilbert, 1995
- Paruroleptus Kahl, 1932
- Pescozoon Yankovskij, 1978
- Strongylidium Sterki, 1878
- Trichotaxis Kahl, 1932
- Tricoronella Blatterer & Foissner, 1988
- Tunicothrix Xu, Lei & Choi, 2006
- Urochela Dallas, 1851
- Urostyla Ehrenberg, 1830 genre type

## Systématique
Le nom valide de ce taxon est Urostylidae Bütschli, 1889.